# Cerro Alto
Cerro Alto es una localidad chilena perteneciente a la comuna de Los Álamos, en la provincia de Arauco, Región del Biobío. Su nombre se debe a la topografía del lugar.

## Historia
El sector donde actualmente se ubica Cerro Alto fue originalmente ocupado por comunidades mapuches. Desde 1852, esta localidad y sus alrededores fueron habitadas por la familia de Pedro Segundo Marileo Mariqueo, Juan Marileo Mariqueo, Rosa Marileo Catrileo, Luisa Marileo Catrileo y la familia Fren Zambrano.
Sin embargo, en 1866, en el contexto de la Ocupación de la Araucanía durante el gobierno del presidente José Joaquín Pérez (1861-1871), se dictó una ley que convierte a este sector en tierras fiscales, permitiendo así a las autoridades rematarlas y venderlas a privados. Mientras que a los colonos chilenos o extranjeros se les entregaban alrededor de 500 hectáreas, a las familias mapuche solo se les dio 5 hectáreas por persona. En 1875 llega al sector la familia González, quienes arrendaron potreros situados dentro de las tierras de los Mariqueo.
Estas tierras fueron con el tiempo convirtiéndose en títulos de dominio, pasando a pertenecer según la ley a entidades privadas ajenas a sus habitantes originales. Actualmente las tierras pertenecen a empresas forestales y son parte de las tierras disputadas en el conflicto mapuche, manteniéndose un duelo judicial entre mapuches y empresarios por la pertenencia de las tierras.

## Turismo
Uno de los atractivos turísticos de la comuna de Los Álamos es el río Pilpilco, un balneario municipal ubicado a solo 1 km de Cerro Alto donde se puede practicar natación y pesca de trucha. El sector de Pilpilco, a un costado de Cerro Alto, fue un antiguo asentamiento minero de la comuna, conformado por la Compañía Carbonera Pilpilco en 1944, cuando comenzaron sus trabajos de extracción en el sector de Zapallo Sur. Por ello el Río Pilpilco posee además una relevancia histórica para Cerro Alto y sus alrededores.